# Ankhnesneferibra
Hekatneferumut-meritumut Ankhnesneferibra (... – 525 a.C.) è stata una Divina Sposa di Amon a Tebe ai tempi della XXVI dinastia egizia.
Figlia di Psammetico II, o, secondo altre fonti, sorella dello stesso fu adottata da Nitokris I e governò Tebe fino alla conquista persiana. La sua cappella funeraria si trova nel complesso di Medinet Habu.
| t | G14 | N36 | S38 | F35 | F35 | F35 |

| t | G14 | N36 | S38 | F35 | F35 | F35 |

| t | G14 | N36 | S38 | F35 | F35 | F35 |

| t | G14 | N36 | S38 | F35 | F35 | F35 |

 hk3(t) nfrw mwt (mr t mwt) - Hekatneferumut meritumut
| S34 | n · s · N5 | F35 | F34 |

| S34 | n · s · N5 | F35 | F34 |

| S34 | n · s · N5 | F35 | F34 |

| S34 | n · s · N5 | F35 | F34 |

 ՚nḫ n.s nfr ib r՚ - Ankhnesneferibra